# محسن کلهر
محسن کلهر (زادهٔ ١٣١٧ – درگذشتهٔ ۱۹ آبان ۱۳۷۹) صدابردار و صداگذار موسیقی اهل ایران بود.

## زندگی‌نامه
محسن کلهر در سال ۱۳۱۷ در تهران متولد شد. تحصیلات خود را در مدرسه دارالفنون سپری کرد. در سن ۱۵ سالگی پدرش درگذشت و او در سال ۱۳۳۶ در «استودیو مولن روژ» که توسط «برادران اخوان» راه اندازی شده بود، به عنوان متصدی آپارات سینما مولن روژ و چند سینمای دیگر مشغول به کار شد. کلهر به دلیل علاقه به سینما و موسیقی، ضبط موسیقی فیلم را آغاز کرد او در بسیاری از فیلم‌هایی که در «استودیو مولن روژ» دوبله می‌شد به عنوان صدابردار موسیقی مشغول فعالیت شد. در آن زمان که اوج شکوفایی دوبله در ایران بود، «استودیو مولن روژ» یکی از مجهزترین استودیوهای دوبلاژ محسوب می‌شد. مهارت محسن کلهر در کارش باعث شد تلویزیون ملی ایران در سال ۱۳۴۶ او را دعوت به کار نماید تا اینکه در سال ۱۳۴۸ با سمت «صدابردار موسیقی» به استخدام صدا و سیما درآمد و در سال ۱۳۷۳ بازنشسته شد. او که به غیر از همکاری با صدا و سیما، سال‌ها با استودیو بل نیز همکاری می‌کرد، در سال ۱۳۵۱ فعالیت خود را در استودیو پاپ آغاز کرد و تا پایان عمرش آثار موسیقی بسیاری را در این استودیو ضبط کرد. آخرین اثر موسیقی که توسط وی ضبط شد، موسیقی سریال تلویزیونی ولایت عشق به آهنگسازی بابک بیات بود.

## آثار
محسن کلهر ضبط موسیقی فیلم و آلبوم‌های موسیقی بسیاری را انجام داده است که از آن میان می‌توان به موسیقی فیلم و سریال‌های زیر اشاره نمود:
- موسیقی فیلم آوای موسیقی (اشک‌ها و لبخندها)
- موسیقی فیلم بن هور
- موسیقی فیلم ده فرمان
- موسیقی فیلم داش آکل
- موسیقی فیلم از کرخه تا راین
- موسیقی فیلم هامون
- موسیقی فیلم دست‌های آلوده
- موسیقی فیلم کشتی آنجلیکا
- موسیقی فیلم خون‌بس
- موسیقی فیلم از بلور خون
- موسیقی فیلم آذرخش
- موسیقی فیلم روز فرشته
- موسیقی فیلم جنگ نفتکش‌ها
- موسیقی فیلم جای امن
- موسیقی فیلم فاتح
- موسیقی فیلم سرعت
- موسیقی فیلم سرحد
- موسیقی فیلم سینما سینماست
- موسیقی فیلم سارای
- موسیقی فیلم فریاد
- موسیقی فیلم عشق بدون مرز
- موسیقی فیلم پسر مریم
- موسیقی فیلم اعتراض
- موسیقی فیلم شور عشق
- موسیقی فیلم مربای شیرین
- موسیقی فیلم «آژانس شیشه‌ای
- موسیقی فیلم بدوک
- موسیقی فیلم خانه خلوت
- موسیقی فیلم وصل نیکان
- موسیقی فیلم تابستان ۵۸
- موسیقی فیلم محبوبه
- موسیقی فیلم جهان پهلوان تختی
- موسیقی فیلم مردی شبیه باران
- موسیقی فیلم شازده احتجاب
- موسیقی فیلم شب بیست و نهم
- موسیقی سریال نسیم حوت
- موسیقی نمایش دکتر فاستوس
- موسیقی سریال نقطه سوم
- موسیقی سریال زنبقهای وحشی
- موسیقی سریال هنگامه شیرین وصال
- موسیقی سریال ولایت عشق

## درگذشت
محسن کلهر در ۱۹ آبان ۱۳۷۹ در سن ۶۲ سالگی در تهران درگذشت.